# Amauronematus leucolenus
Amauronematus leucolenus är en stekelart som först beskrevs av Ernst Gustav Zaddach 1883.  Amauronematus leucolenus ingår i släktet Amauronematus, och familjen bladsteklar. Arten är reproducerande i Sverige.